# Juan Buenaventura Gages Dumont
Juan Buenaventura Gages Dumont, Conde de Gages (? - 31 de janeiro de 1753) foi Vice-rei de Navarra. Exerceu o vice-reinado de Navarra entre 1749 e 1753. Antes dele o cargo foi exercido por Antonio Pedro Nolasco de Lanzós y Taboada. Seguiu-se-lhe Frai Manuel de Sada e Antillón.